# Terzan 2
Terzan 2 (Ter 2) – gromada kulista znajdująca się w odległości około 24 400 lat świetlnych od Ziemi w kierunku konstelacji Skorpiona. Została odkryta w 1967 roku przez Agopa Terzana.
Terzan 2 znajduje się 2600 lat świetlnych od jądra Drogi Mlecznej.